# Berit Malmqvist
Berit Vilma Viktoria Malmqvist, född 13 augusti 1933 i Söderhamn, Gävleborgs län, död 13 april 2024 i Hedvigs distrikt i Norrköping var en svensk skådespelare. 
Hon debuterade 1951 i folklustspelet Flottans lilla flamma på Arbisteatern. Därefter fick hon engagemang hos Tjadden Hällström på Lilla Teatern där hon medverkade i många revyer under 1950- och 1960-talet. Hon återvände till Arbisteatern 1969, då i rollen som furstinnan i operetten Csardasfurstinnan. På Arbis kom hon sedan att spela många musikal- och operettroller, och hon var även teaterns chef åren 1978–1986. Malmqvist arbetade också som läkarsekreterare och senare som pr-värdinna på Vrinnevisjukhuset i Norrköping. Hon medverkade i TV vid flera tillfällen, bland annat i revyprogram med Tjadden Hällström och som Trolla i barnprogrammet Jalle, Julle och Hjulius 1984.
Hon var, som ambassadör, engagerad i Barndiabetesfonden.

## Teaterroller i urval
- 1951 Huvudrollen i Flottans lilla flamma, regi Elis Utter, Arbisteatern
- 1956 Tjadden-revyn Kasta loss med oss, regi Tjadden Hällström, Lilla Teatern
- 1964 Tjadden-revyn Skratte Fiffel, regi Tjadden Hällström, Lilla Teatern
- 1966 Tjadden-revyn Piller Party, regi Tjadden Hällström, Lilla Teatern
- 1969 Furstinnan Juliana i Czardasfurstinnan, regi Erik Bengtsson, Arbisteatern
- 1970 Stasa Kokosow i Greven av Luxemburg, regi Erik Bengtsson, Arbisteatern
- 1977 Baby Doll i Dollarprinsessan, Arbisteatern
- 1981 Mrs Pearce i My Fair Lady
- 1985 Ellie i Teaterbåten, Arbisteatern
- 1988 Fru Remmington i komedin Garva Garvatjov, Skandiateatern
- 1994 Frau Schmidt i Sound of Music
- 2001 Jubelrevyn, regi Jörgen Mulligan, Lilla Teatern